# Шолан, Рашад Фархад оглы
Рашад Фархад оглы (Фархадович) Шолан (азерб. Rəşad Fərhad oğlu Şolan; 27 июня 1980. Имишли, Азербайджанская ССР) — азербайджанский хирург-уролог, трансплантолог, учёный, один из основоположников внедрения лапароскопической урологии в Азербайджане, член-исследователь Американской Ассоциации Урологов и Европейской Ассоциации Урологов, председатель правления «Ассоциации Специалистов по Трансплантации Почек», главный специалист по трансплантации почек Минздрава Азербайджанской Республики (с 2019 года по 2021 год), заведующий отделения «Почечные Болезни и Трансплантология» Республиканского Лечебно-Диагностического Центра (с 2017 года по сей день), заведующий урологического отделения Центральной Больницы Нефтяников (с 2019 по 2020 год), руководитель отдела «Почечные Болезни и Трансплантация Органов» Военного Госпиталя Службы Государственной Безопасности (с 2023 года по сей день), начальник Научно-Экспериментального Центра Главного Военно-Медицинского Управления Службы Государственной Безопасности (с октября 2023 года), доктор медицинских наук.

## Биография
Родился 27 июня 1980 года в городе Имишли Азербайджанской ССР в семье ученого-физика Фархада Мамедова и медработника Афшан Мамедовой. В 1987-1993 годах учился в средней школе № 264 города Баку. В 1993 году поступил по конкурсу в Лицей технико-гуманитарных наук имени Габиббека Махмудбекова под почётным руководством академика Азада Мирзаджанзаде. Окончил лицей в 1997 году и в том же году поступил в Азербайджанский медицинский университет, на 1-й лечебно-профилактический факультет. В 2000 году провел первую научно-исследовательскую работу на тему «Изучение микрофлоры мочи у больных с хроническим пиелонефритом и гломерулонефритом», которая была опубликована в материалах конгресса Студенческого Научного Общества (СНО). В 2002 году был избран председателем СНО 1-го лечебно-профилактического факультета. В 2003 году студенческая научная работа на тему – «Использование мини-доступа при операции Иваниссевича» была удостоена номинации лучшей студенческой работы года. В 2003 году с отличием окончил Азербайджанский медицинский университет. В этом же году поступил в резидентуру по урологии на кафедре «Урология» Эгейского университета Турецкой Республики. С 2003-2009 был ассистентом кафедры «Урология» Эгейского университета. В эти годы совершенствовался по всем направлениям урологической хирургии – уроонкологии, эндоурологии, андрологии, функциональной урологии, лапароскопической урологии. Также в эти годы он в соавторстве с сотрудниками кафедры опубликовал ряд научных статей в Турции, США, Бразилии, Японии и т. д.
За годы врачевания в Эгейском университете выполнил самостоятельно рекордно-большое количество операций (802 операций по разным областям урологической хирургии). В 2008-2009 году возглавил представительство зарубежных врачей и студентов Эгейского университета при деканате медицинского факультета.
В 2009 году защитил диссертацию на тему «Влияние тестостерона на мышцы тазового дна и уродинамические показатели при стрессовом недержании мочи на эксперименте». Позже эта работа получила премию Турецкого Общества Континенции. Премию он подарил клинике урологии Эгейского университета, воспитанником которой был. В 2009 году после получения диплома врача уролога Минздрава Турецкой Республики вернулся на родину.

## Профессиональная и научная деятельность
В 2009 году, вернувшись на родину, устроился на работу врачом-урологом в Центральную Больницу Нефтяников. Начиная с 2010 года начал внедрять в урологическую практику больницы уроонкологические, реконструктивные, андрологические операции. В 2010 году стал официальным представителем «Международной Ассоциации Молодых Урологов» (англ. International Young Urologists Association) в Азербайджане.
В 2011 году впервые в Азербайджане осуществил лапароскопическую урологическую операцию по удалению почки. В 2011 году прошёл длительную стажировку в Унивеорситете Енсе Южной Кореи по роботической урологической хирургии и трансплантации почек. В 2012 году на 30 Международном  Конгрессе Эндоуролов представил первую серию Азербайджана по лапароскопической урологии. В этом же году успешно прошёл прикладные курсы экспериментальной лапароскопической хирургии во Франции (Страсбургский университет – IRCAD). Также диссертационная работа, выполненная им в Эгейском университете была нострифицирована в Высшей Аттестационной Комиссии Азербайджанской Республики, в результате чего он получил ученую степень доктора философии по медицине. В 2014 году успешно завершил экспериментальные курсы микрохирургии в Турции. В этом же году официально поменял фамилию «Мамедов» на имя деда «Шолан». В 2014 году параллельно наладил урологическую службу в Республиканско-диагностическом центре и стал официальным консультантом этой больницы. В 2015 году стал членом-исследователем Американской Ассоциации Урологов (англ. American Urological Association). 2017 году основал и стал руководителем отделения «Почечные Болезни и Трансплантология» Республиканского Диагностического Центра. С этого периода начал операции по пересадке почки как в рамках государственной программы по пересадке органов, так и в частном порядке. В 2018 году прошёл программу квалификации по пересадке почки (англ. fellowship program) в Университете Енсе, в самом большом центре трансплантации почек Азии. В 2019 году отделение «Почечные Болезни и Трансплантология», возглавляемое им, получило международный сертификат качества JCI ( (англ.)Joint Comission International) США. В 2019 году по его предложению была открыта «Ассоциация Специалистов по Трансплантации Почек», зарегистрированная  в Министерстве Юстиции Азербайджанской Республики. Он же был избран председателем правления этой организации. Также в 2019 году был назначен главным специалистом по трансплантации почек Минздрава Азербайджанской Республики. С 2021 года является экспертом Минздрава по трансплантологии.
В 2018 году в Институте Физиологии имени А. Гараева была создана научно-исследовательская лаборатория «Иммунофизиология и экспериментальная трансплантология». Решением президиума Национальной Академии Наук Азербайджана Рашад Шолан назначен руководителем лаборатории.
В начале 2023 году вместе со своими единомышленниками был инициатором создания на клинической базе Военного Госпиталя Службы Государственной Безопасности отдела «Почечные Болезни и Трансплантации Органов». Под его руководством впервые в военизированных структурах Азербайджанской Республики начали выполняться операции по трансплантации почки.
В октябре 2023 года был утвержден на должность начальника вновь созданного Научно-Экспериментального Центра Главного Военно-Медицинского Управления Службы Государственной Безопасности (параллельно являясь руководителем отдела «Почечные Болезни и Трансплантация Органов»)
Рашад Шолан является автором более 100 научных работ. Он первый специалист в Азербайджане и регионе, защитивший докторскую диссертацию по диагностике, патогенезу и патофизиологии интерстициального цистита. Его экспериментальные модели интерстициального цистита были приняты на престижных конгрессах, таких как ESSIC 2019 и SUFU 2020.
В апреле 2022 года Рашад Шолан защитил докторскую диссертацию на тему «Моделирование интерстициального цистита/синдрома болезненного мочевого пузыря, исследование факторов в его этиопатогенезе и изучение роли диагностических биомаркеров». Решением Высшей Аттестационной Комиссии при Президенте Азербайджанской Республики от 07.10.2022 г. Рашаду Шолану присвоена ученая степень «доктор медицинских наук» (по двум специальностям: урология и патологическая физиология).
По решению Большого Ученого Совета «Наманганского Государственного Университета»(№6, 31.01.2023) д.м.н. Рашаду Шолану присвоено ученое звание «Почетного Профессора».
8 июня 2023 года решением Большого Ученого Совета «Центрально-Азиатского Медицинского Университета» (протокол №8) д.м.н. Рашаду Шолану присвоено ученое звание «Почетного Профессора» этого университета.

## Награды
- В 2016 году за плодотворную деятельность в сфере здравоохранения был награждён грудным значком «отличник здравоохранения» Минздрава Азербайджанской Республики
- В 2018 году был награждён почётной грамотой Минздрава Азербайджанской Республики
- В 2019 году был награждён премией «Фонда по Пропаганде Моральных Ценностей Азербайджанской Республики»